# Fakultet za poslovne studije Univerziteta Mediteran
Fakultet za poslovne studije Montenegro Business School je osnovan 2006. godine, u Podgorici, Crna Gora. Dio je Univerziteta Mediteran, prvog privatnog univerziteta u Crnoj Gori. Osnivač univerziteta je Atlas Grupa.

## Studije
Osnovne studije se odvijaju na dva smjera: Marketing i Finansijski menadžment. Na trećoj godini se ova dva smjera dijele na:
- Marketing: Međunarodni marketing i Odnosi s javnošću
- Finansijski menadžment: Bankarstvo i osiguranje, Računovodstvo i revizija i Mali biznis

Na fakultetu se odvijaju i postdiplomske studije. Značajno je napomenuti da se primjenjuju verifikovani svjetski standardi u pogledu organizacije i metoda izvođenja nastave.

## Međunarodna saradnja
Bitan segment u radu ove institucije predstavlja rad na razvoju međunarodne saradnje, koja će omogućiti studentima da svoje školovanje nastave u inostranstvu, pri čemu će im položeni ispiti biti priznati. U toku je priprema projekata saradnje.
Univerzitet Mediteran:je uključen u projekat Tempus.

## Misija
Misija fakulteta je da pruži studentima sticanje zvanja u usko specijalizovanim oblastima ekonomije. Promovisanje novog sistema obrazovanja, kao i značajan doprinos socio-ekonomskom napretku pojedinaca, i društva, važan su segmenat misije.

## Stručni Kadar
Dekan: Prof. dr Marija Janković
Predavači: 
- Prof. dr Janko Radulović
- Prof. dr Ratimir Jovićević
- Prof. dr Milenko Popović
- Prof. dr Luka Filipović
- Prof. dr Dejan Erić
- Prof. dr Hasan Hanić
- Prof. dr Radislav Jovović
- Prof. dr Zoran Bogetić
- Prof. dr Branko Živanović
- Prof. dr Darko Lacmanović
- Prof. dr Miro Blečić
- Prof. dr Damjan Šećković
- Prof. dr Dejan Filipović
- Prof. dr Sonja Bjeletić
- Prof. dr Jelena Žugić
- Doc. dr Zoran Todorovic
- Dr Ivan Milenković
- Dr Slavko Rakocević

## Spoljašnje veze
- Montenegro Business School
- Atlas Grupa